# Zonnebloemmeeldauw
De schimmel zonnebloemmeeldauw (Sphaerotheca fusca) syn. Sphaerotheca fuliginea (Schlecht.) Pollacci en Podosphaera fusca (Fr.) U. Braun & Shishkoff, (anam. Podosphaera xanthii (Castagne) U. Braun & Shishkoff en Oidium citrulli J.M. Yen & Chin C. Wang) is een echte meeldauw, die behoort tot de Ascomyceten en onder droge omstandigheden bij een temperatuur boven de 20 °C komkommer, courgette en andijvie kan aantasten.
Op de aangetaste planten ontstaan eerst witte poederachtige vlekken, die in een later stadium het gehele oppervlak bedekken. Het poeder bestaat uit sporen gevormd op de conidioforen. Niet alleen de bladeren maar ook de stengels kunnen aangetast worden. Meestal worden de onderste bladeren het eerst aangetast.
Echte meeldauw groeit oppervlakkig op een waardplant, waarbij de schimmel met haustoriën de plantencellen binnendringt. De haustoriën doorboren de celwand maar niet het celmembraan.

## Fotogalerij

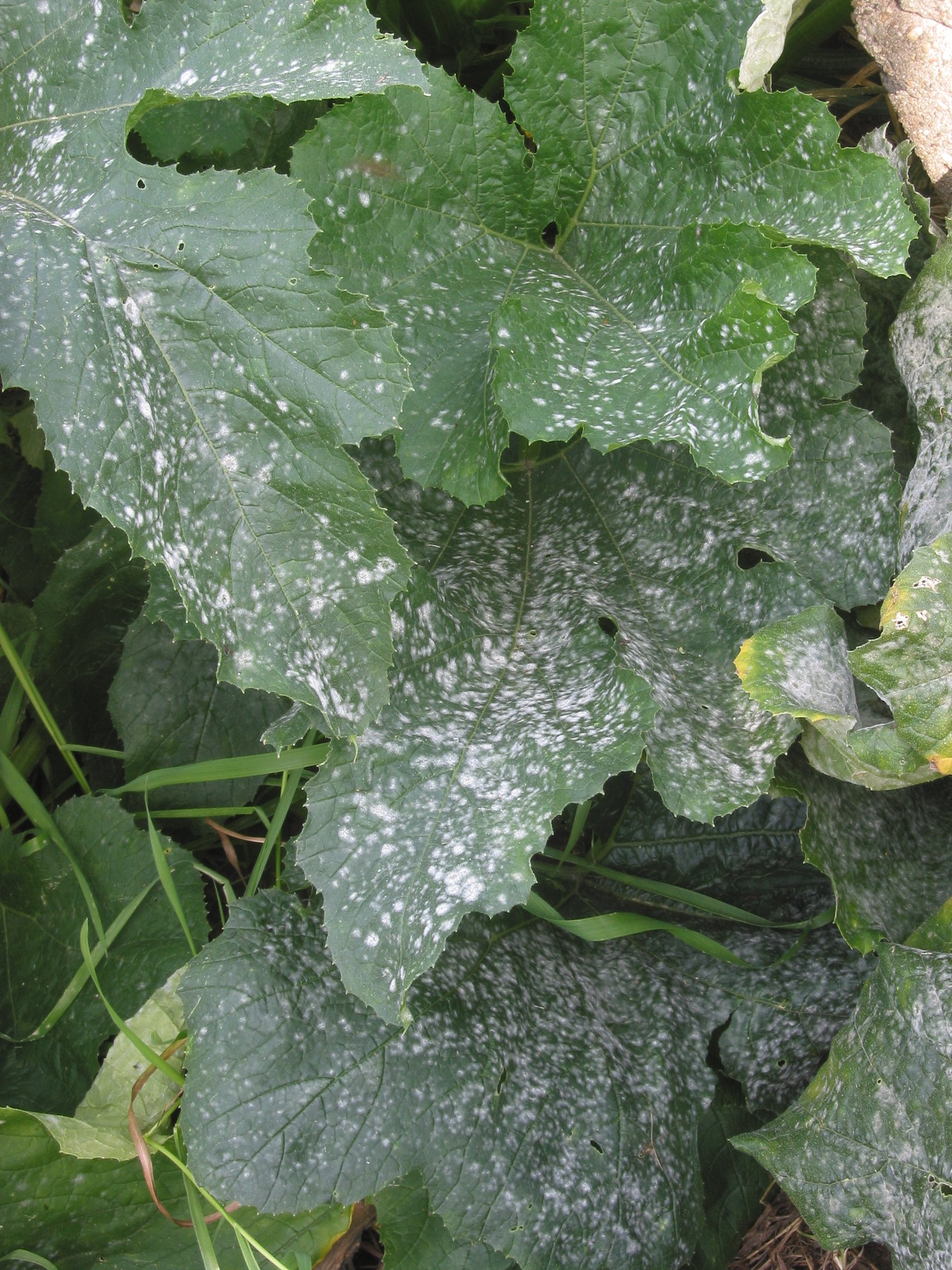
Echte meeldauw op blad van courgette
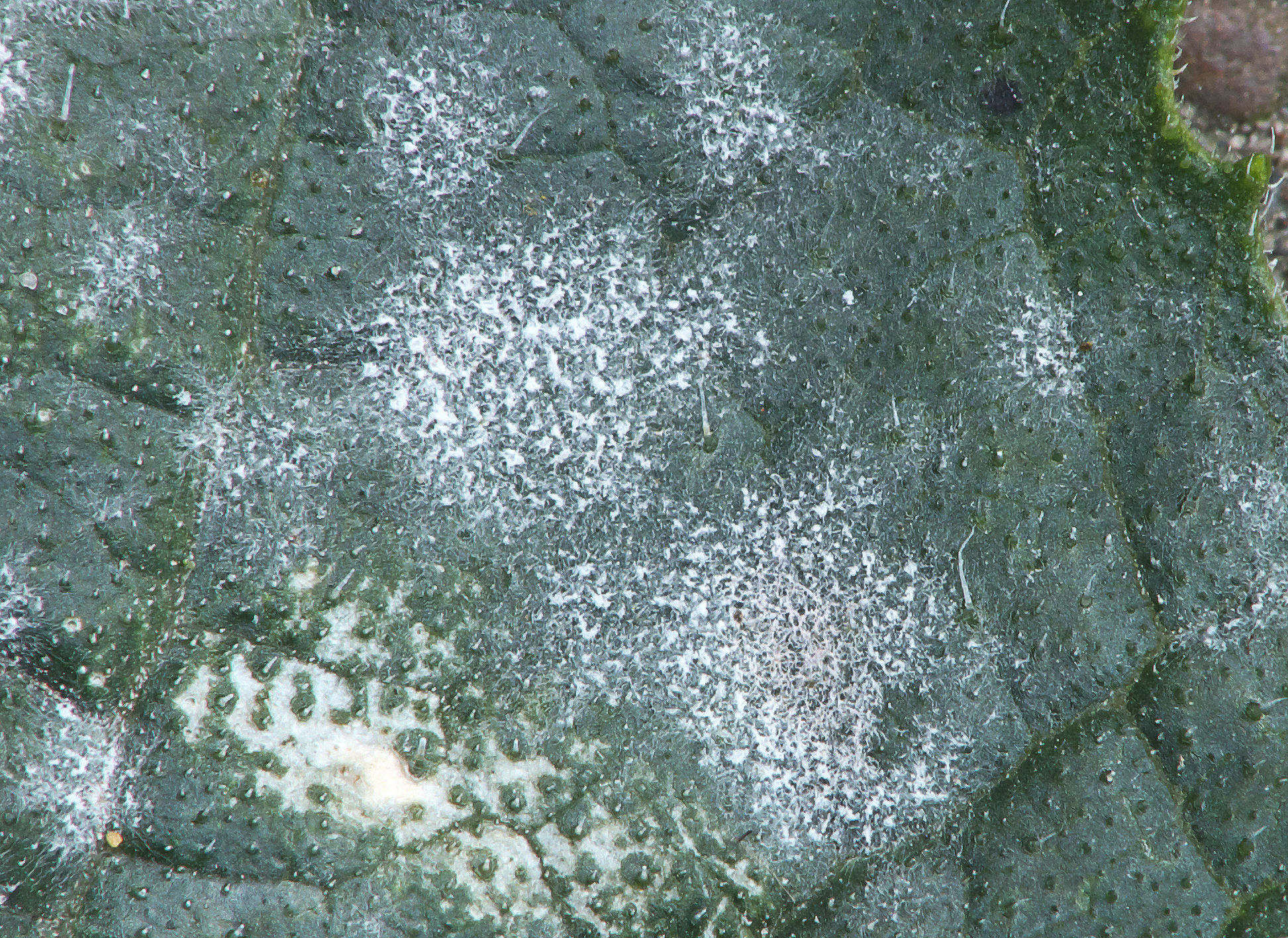
Echte meeldauw op voorkant blad van courgette, closeup
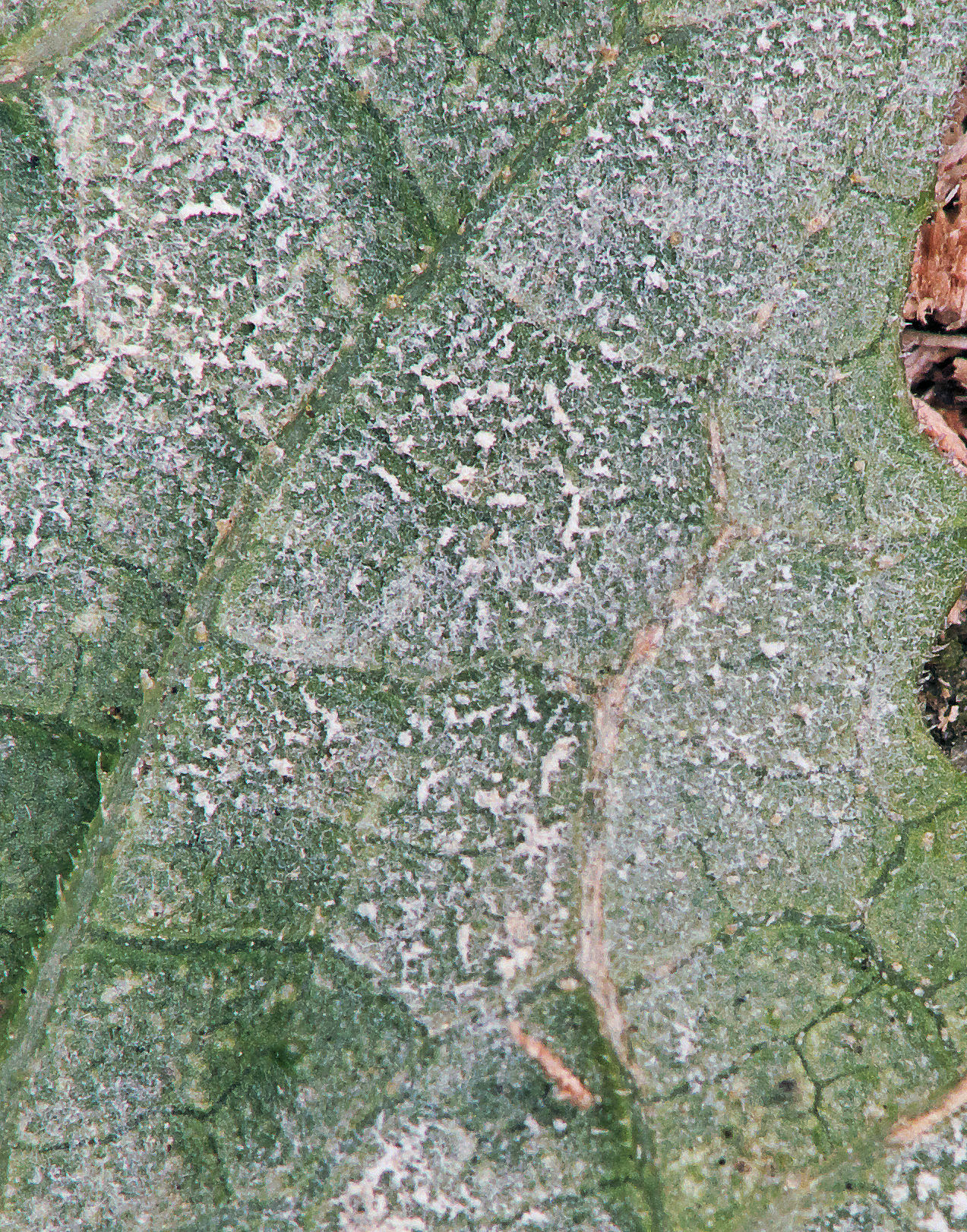
Echte meeldauw op achterkant blad van courgette, closeup
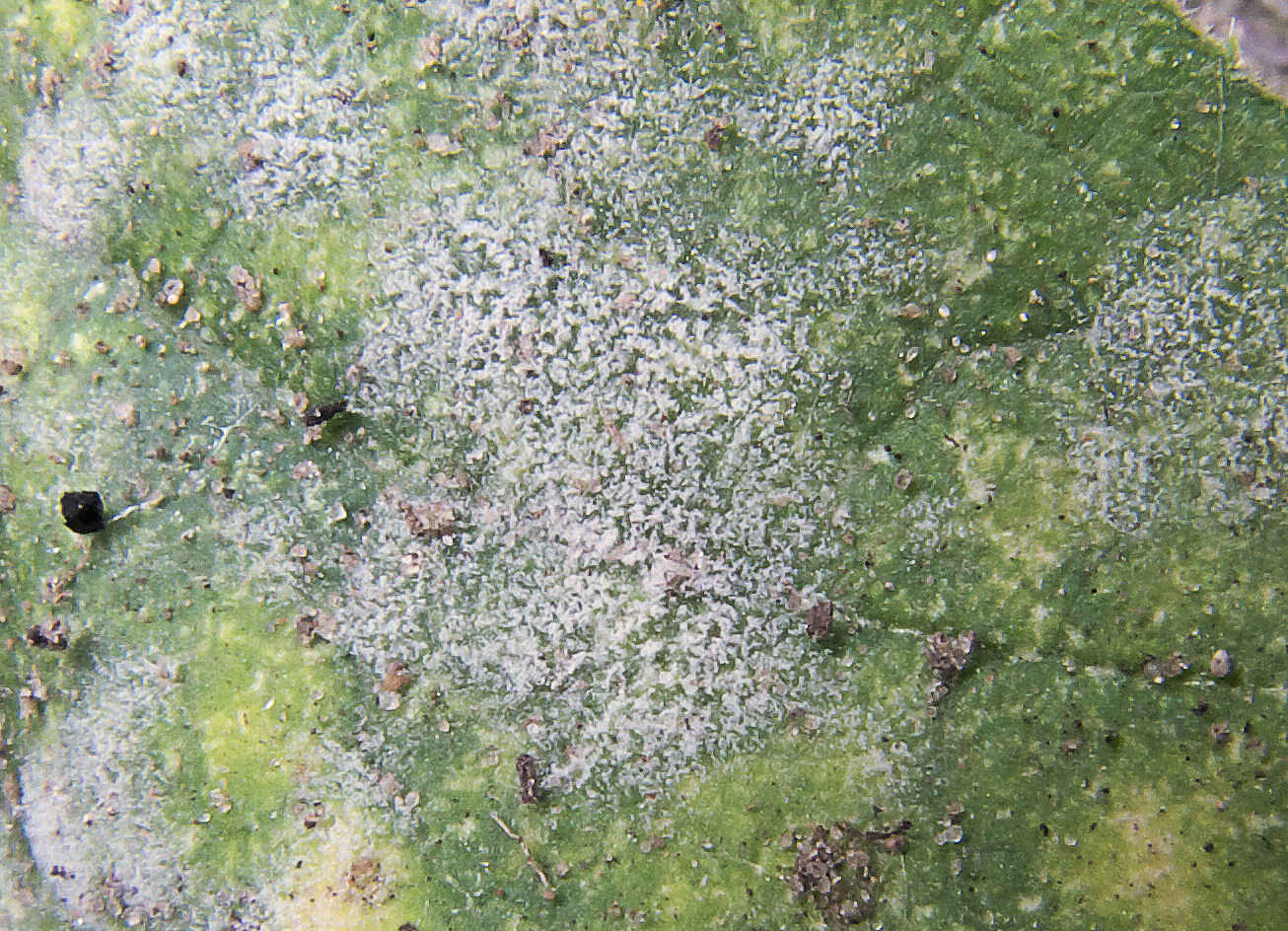
Echte meeldauw op voorkant blad van komkommer, closeup
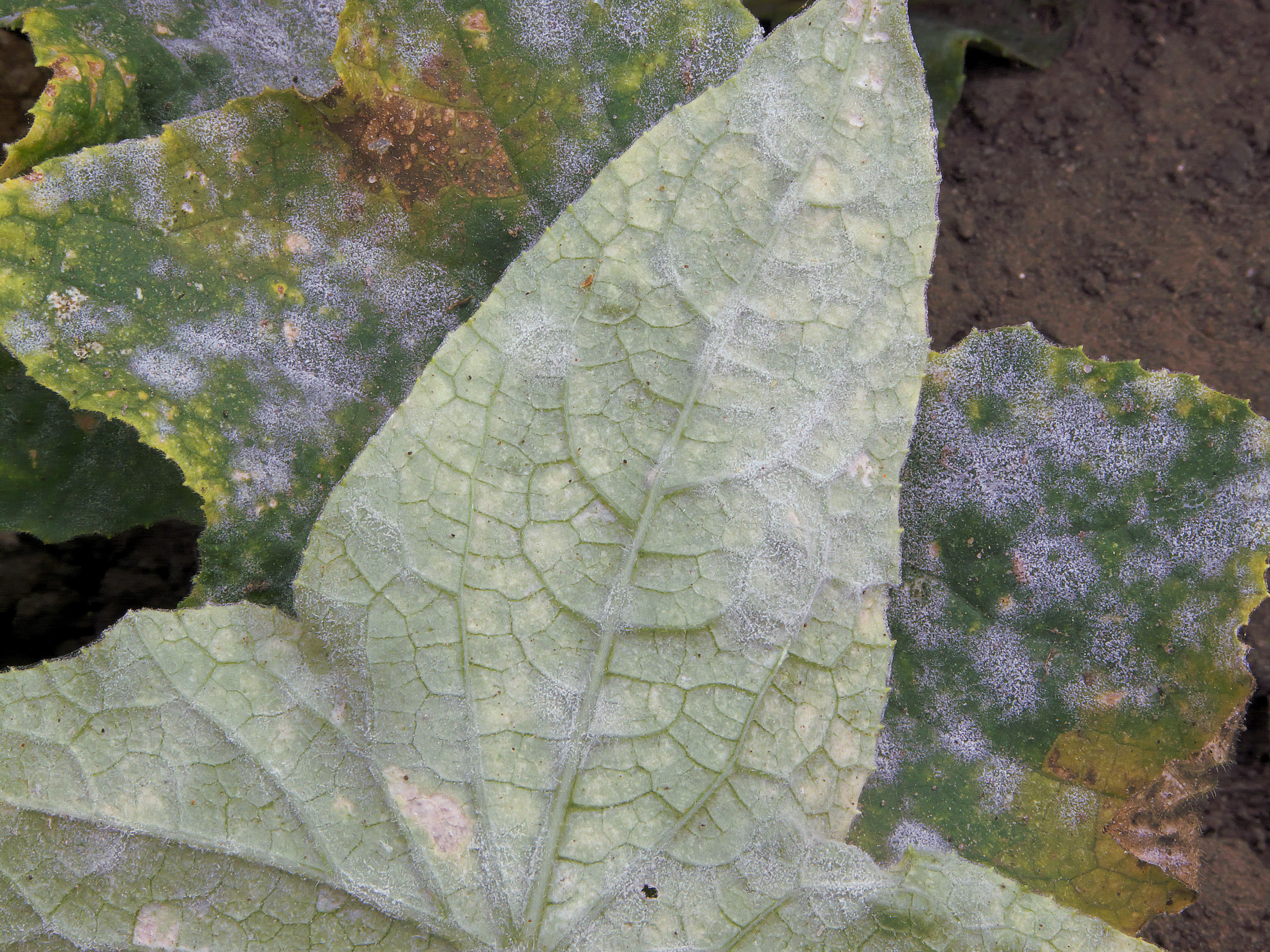
Achterzijde blad van komkommer
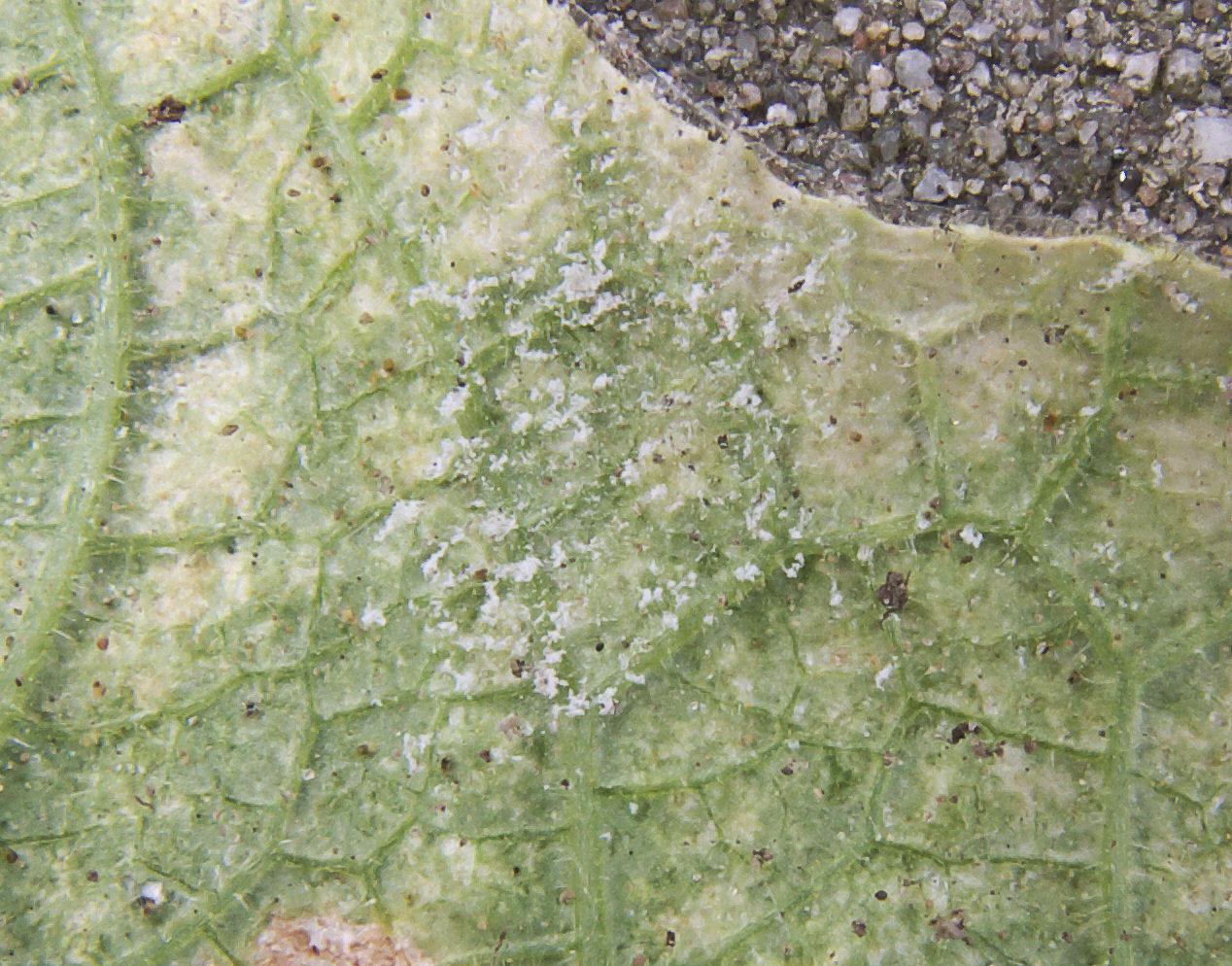
Achterzijde blad closeup van komkommer